# LORAX
A Life on Ice: Robotic Antarctic Explorer vagy LORAX egy kísérleti robotikai projekt, amelyet a Carnegie Mellon Egyetem Robotikai Intézete fejlesztett a NASA támogatásával. A projekt célja egy autonóm rover létrehozása a mikroorganizmusok eloszlásának vizsgálatára az Antarktisz jégtakaróján.
A cél egy teljes navigációs autonómiával és fenntartható energiatermeléssel rendelkező robotplatform létrehozása. Ez a teljes elszigetelődés lehetővé teszi, hogy a robot egyedül dolgozzon és az eredményeket semmi ne befolyásolja. A robot képes egy hónapig dolgozni emberi beavatkozás nélkül.
Egy működő LORAX modell, a Nomad 2005-ben a befagyott New Hampshire-i Mascoma-tavon sikeresen tesztelte autonóm vezérlését és szélturbináját.